# گلندیل، شهرستان سنت لوئیس، مینه‌سوتا
گلندیل (به انگلیسی: Glendale) یک منطقهٔ مسکونی در ایالات متحده آمریکا است که در شهرستان سنت لوئیس، مینه‌سوتا واقع شده‌است. گلندیل ۱۰ نفر جمعیت دارد و ۳۹۵٫۹۴ متر بالاتر از سطح دریا واقع شده‌است.